# Lyntogsulykken
Ved lyntogsulykken den 10. august 1967, kl. ca. 10.10, blev det standsede lyntog Sydvestjyden påkørt bagfra med 70-80 km/t af lyntog Nordjyden, bl.a. på grund af fejlfortolkning af meldinger. Ulykken skete ca. 4 km øst for Odense station på dæmningen øst for underføringen af Nyborgvej.
Ved påkørslen omkom 11 passagerer, 17 blev alvorligt kvæstet og 19 lettere kvæstet.
På grund af det standsede lyntog Sydvestjyden viste det foregående signal "stop" for lyntog Nordjyden.
Nordjydens lokomotivfører fik af fjernstyringscentralen i Odense telefonisk tilladelse til at passere signalet. Personalet i fjernstyringscentralen undlod at benytte den såkaldte togtidsskriver, der ville have afsløret, at årsagen til at signalet viste "stop", kunne være det holdende Sydvestjyden.
Lokomotivføreren på lyntog Nordjyden genoptog kørslen i overensstemmelse med tilladelsen. Hastigheden frem til næste signal måtte under sådanne omstændigheder – den gang – ikke overstige 30 km/t.
Da lokomotivføreren på god afstand kunne se næste signal vise to grønne lys ("kør igennem") satte han farten op. På grund af træer og en kurve kunne han imidlertid ikke se, at der før signalet holdt et andet tog – Sydvestjyden – og at signalet gjaldt for dette tog.
Kollisionen var så kraftig, at flere vogne blev trykket sammen, og mange af de dræbte og sårede måtte skæres fri af vognene. Togulykken betød også, at trafikken på hovedvej 1 ved Odense nærmest gik i stå flere dage i træk, da nysgerrige valfartede til ulykkesstedet.
I forbindelse med påkørslen gennemførte DSB sammen med politiet de jernbanesikkerhedsmæssige undersøgelser. Efter domsafsigelse i Odense Byret blev en kommissionsdomstol, med højesteretsdommer Henrik Tamm i spidsen, nedsat 17. maj 1968 for at klarlægge de nærmere omstændigheder og årsagerne til jernbaneulykken. Kommissionsdomstolen afgav beretning 26. august 1969.